# Smoothstep

Grafico delle funzioni di primo ordine (smoothstep) e secondo ordine (smootherstep) normalizzate nell'intervallo

Smoothstep è una famiglia di funzioni sigmoidee usate per l'interpolazione hermitiana e per il clamping in computer grafica, motori grafici, e apprendimento automatico.
Le smoothstep sono funzioni di una variabile reale a valori in {\displaystyle [0,1]}, caratterizzate da due parametri {\displaystyle a} e {\displaystyle b} rappresentanti gli estremi di un intervallo {\displaystyle [a,b]} di valori nel dominio. Per ogni {\displaystyle x\in \mathbb {R} }, smoothstep mappa i valori {\displaystyle x\in (a,b)} all'intervallo {\displaystyle (0,1)}, mentre tutti i valori {\displaystyle x\leq a} sono mappati in zero, e tutti i valori {\displaystyle x\geq b} sono mappati in 1. Una funzione smoothstep normalizzata ha parametri {\displaystyle a=0} e {\displaystyle b=1}. Nel seguito, quando non differentemente specificato, si assume che la funzione smoothstep sia normalizzata.
La funzione smoothstep di ordine {\displaystyle n} interpola i valori tra 0 e 1 in modo tale che:
- quando la variabile è all'estremo sinistro dell'intervallo, l'immagine della funzione sia 0;
- quando la variabile è all'estremo destro dell'intervallo, l'immagine della funzione sia 1;
- le derivate (fino all'ordine {\displaystyle n}) della funzione presso gli estremi destro e sinistro abbiano valore zero.

Una funzione polinomiale che soddisfi tali vincoli può essere definita tramite l'interpolazione di Hermite. La funzione smoothstep per antonomasia è quella di primo ordine {\displaystyle \operatorname {S} _{1}(x)}, definita da un polinomio di terzo grado:
{\displaystyle \operatorname {smoothstep} (x)=\operatorname {S} _{1}(x)={\begin{cases}0,&x<0,\\3x^{2}-2x^{3},&0\leq x\leq 1,\\1,&x>1.\\\end{cases}}}
Restringendo il dominio in {\displaystyle [0,1]}, la sua inversa può essere espressa analiticamente come:
{\displaystyle \operatorname {S} _{1}^{-1}(x)={\frac {1}{2}}-\sin \left({\frac {\sin ^{-1}(1-2x)}{3}}\right).}
La funzione smoothstep di ordine {\displaystyle n} è rappresentata nella porzione centrale da un polinomio di Hermite di grado {\displaystyle 2n+1} e ha forma:
{\displaystyle \operatorname {S} _{n}(x)={\begin{cases}0,&x<0,\\x^{n+1},\sum _{k=0}^{n}{\binom {n+k}{k}}{\binom {2n+1}{n-k}}(-x)^{k}&0\leq x\leq 1,\\1,&x>1.\\\end{cases}}}
La funzione smoothstep di ordine zero {\displaystyle \operatorname {S} _{0}(x)} è equivalente alla funzione identità troncata (nota in alcuni contesti, ad esempio in computer grafica, come funzione clamp):
{\displaystyle \operatorname {S} _{0}(x)={\begin{cases}0,&x<0,\\x,&0\leq x\leq 1,\\1,&x>1.\\\end{cases}}}
La funzione smoothstep di secondo ordine {\displaystyle \operatorname {S} _{2}(x)}, anche nota come smootherstep e popolarizzata in computer grafica da Ken Perlin, ha forma:
{\displaystyle \operatorname {smootherstep} (x)=S_{2}(x)={\begin{cases}0,&x<0,\\6x^{5}-15x^{4}+10x^{3},&0\leq x\leq 1,\\1,&x>1.\\\end{cases}}}
Le successive funzioni smoothstep fino al sesto ordine sono rappresentate nell'intervallo {\displaystyle [0,1]} dai seguenti polinomi:
{\displaystyle {\begin{aligned}\operatorname {S} _{3}(x)&=-20x^{7}+70x^{6}-84x^{5}+35x^{4};\\\operatorname {S} _{4}(x)&=70x^{9}-315x^{8}+540x^{7}-420x^{6}+126x^{5};\\\operatorname {S} _{5}(x)&=-252x^{11}+1386x^{10}-3080x^{9}+3465x^{8}-1980x^{7}+462x^{6};\\\operatorname {S} _{6}(x)&=924x^{13}-6006x^{12}+16380x^{11}-24024x^{10}+20020x^{9}-9009x^{8}+1716x^{7}.\\\end{aligned}}}